# Martin Hollstein
Martin Hollstein (Nuevo Brandeburgo, 2 de abril de 1987) es un deportista alemán que compitió en piragüismo en la modalidad de aguas tranquilas.
Participó en dos Juegos Olímpicos, obteniendo en total dos medallas, oro en Pekín 2008 y bronce en Londres 2012, ambas en la prueba de K2 1000 m. Ganó una medalla de oro en el Campeonato Mundial de Piragüismo de 2010 y tres medallas en el Campeonato Europeo de Piragüismo entre los años 2010 y 2012.

## Palmarés internacional
| Juegos Olímpicos   | Juegos Olímpicos      | Juegos Olímpicos  | Juegos Olímpicos |
| Año                | Lugar                 | Medalla           | Competición      |
| ------------------ | --------------------- | ----------------- | ---------------- |
| 2008               | Pekín (China)         | Medalla de oro    | K2 1000 m        |
| 2012               | Londres (Reino Unido) | Medalla de bronce | K2 1000 m        |
| Campeonato Mundial |                       |                   |                  |
| Año                | Lugar                 | Medalla           | Competición      |
| 2010               | Poznań (Polonia)      | Medalla de oro    | K2 1000 m        |
| Campeonato Europeo |                       |                   |                  |
| Año                | Lugar                 | Medalla           | Competición      |
| 2010               | Corvera (España)      | Medalla de oro    | K2 1000 m        |
| 2011               | Belgrado (Serbia)     | Medalla de oro    | K2 1000 m        |
| 2012               | Zagreb (Croacia)      | Medalla de plata  | K2 1000 m        |